# Камелот (телесеріал)
«Камелот» (англ. Camelot) — британський історично-драматичний фентезійний телесеріал 2011 р. співпродюсерів кабельної мережі Starz і GK-TV. Заснований на артурівській легенді, спродюсований Гремом Кінгом, Морганом О'Салліваном і Майклом Херстом.
Показ пілотної серії «Повернення додому» відбувся в ефірі Starz у п'ятницю ввечері, 25 лютого 2011-го. 30 червня 2011 р. Starz оголосив, що не збирається замовляти нові сезони Камелота, посилаючись на значні виробничі зміни, в основному конфлікти з деякими членами акторської команди, в тому числі Джозефом Файнсом, Джеймі Кемпбелл Бавером і Євою Грін.

## Сюжет
Кінець п'ятого століття, Велика Британія вільна від римського панування протягом декількох десятиліть. З раптової смерті короля Утера хаос загрожує поглинути Велику Британію. Чаклун Мерлін бачить видіння про темне майбутнє і знаходить молодого Артура, невідомого сина і спадкоємця Утера, який виріс, як простолюдин, на роль нового короля. Мерлін і Артур зупиняються в замку Камелот зі своїми союзниками, в тому числі біологічною матір'ю Артура Ігрейною, зведеним братом Кеєм і лояльними воїнами Леонтесем, Гавейном, Ульфіусом і Брастіасом. З Камелота Артур намагається побудувати нову і кращу Велику Британію, де люди можуть жити в мирі.
Тим часом, холодна і амбітна зведена сестра Артура Моргана намагається завадити йому отримати корону. Будучи вигнаною батьком Утером і прийнявши також відповідальність за вбивство своєї матері, Моргана спричиняє смерть Утера і хоче правити королівством сама. Допомагає її лояльна покоївка Вівіан і хитра черниця Сібіл, Моргана поселяється в старому замку Утера, Пендрагон, звідки починає реалізувати свій підступний план з повалення Артура.

## Ролі
- Джозеф Файнс — Мерлін, творець і зберігач легенди про Камелот. Найсильніший союзник Артура, Мерлін вірує в нього навіть більше, ніж Артур вірить у себе. Він може передбачати загрози для Артура чіткіше, ніж будь-хто, але повинен боротися з темною природою своїх магічних сил.

- Джеймі Кемпбелл Бовер — король Артур, красивий, безтурботний молодий чоловік. Він розривається між покликанням і сім'єю, дізнавшись, що він — спадкоємець престолу в результаті передчасної смерті короля. Інтенсивне навчання Артура в темному світі надихає його заснувати королівство на справедливості, надії і свободі від тиранії, а землі, якими він керує, пошкоджені насильством, жадібністю та відчаєм.

- Ева Грін — Моргана Пендрагон, красива та безжальна амбітна дочка короля Утера. Хоче претендувати на престол свого батька, але не врахувала плани Мерліна й існування Артура, її нововиявленого зведеного брата. У своєму прагненні до влади і помсти Моргана віддається темним силам, які дозволяють їй погрожувати знищенням Камелота. Головна антагоністка серіалу.

- Темсін Егертон — Ґвіневера, амбітна та вольова жінка, що робить її джерелом великої підтримки і сили для Артура, поки він зростає в обов'язках короля. Хоча вона одружена з Леонтесом, одним з найвідданіших лицарів Артура, вона і Артур відчувають романтичні почуття до одне одного.

- Клер Форлані — Ігрейна, біологічна мати Артура і дружина короля Утера. Віддалилася від сина, падчерка Моргана зневажає її. Прожила життя, повне глибокого болю й агонії, але ніколи не втрачала віри. Ігрейна швидко стає союзницею Артура і всього двору Камелота.

- Чіпо Чун — Вів'єн, молода жінка, яка веде своє походження з народу, її привезли до Великої Британії в ролі рабів. Була слугою Утера і тепер працює супроводжуючою та посланницею Моргани.

- Шинейд Кьюсак — Сібіл, черниця, яка виховала Моргану, та приїжджає, щоб жити з нею. Вона — материнська фігура для Моргани, виступаючи її консультантом в питаннях політики та потойбічного. Бере на себе провину за зраду Моргани та обезголовлена Гавейном.

- Пітер Муні — Кей, відданий старший брат Артура. Кей рекомендує Артурові прийняти свою долю короля Англії. Як королівський маршал, Кей має право на свободу, але завжди залишається старшим братом Артура і близьким другом.

- Клайв Стенден — Гавейн, колишній лицар і великий воїн. Він розчарувався і втратив свій шлях у житті. Кей і Леонтес завербували його, щоб приєднатися до гвардії Камелота. Хоча він неохоче спочатку береться за справу, коли приходить до Камелота та розуміє, що Артур відрізняється і це не просто ще один польовий командир. Натхненний, він знаходить причину, щоб боротися і навчати людей Артура.

- Філіп Вінчестер — Леонтес, один з найхоробріших лицарів короля Утера. Леонтес клянеться у своїй лояльності новому королю після смерті Утера і приєднується до Артура в Камелоті. Одружений з Гвіневер, його лояльність і досвід мають неоціненне значення для молодого короля.

- Себастьян Кох — король Утер, біологічний батько Артура, який був отруєний і убитий Морганою

- Джеймс Пюрфой — король Лот, воїн-король, який формує альянс з Морганою

- Діармайд Мерт — Брастіас, лицар короля Артура

- Джеймі Дауні — Ульфіус, лицар короля Артура, який загинув під час битви при Бардон Пасс

- Дара О'Меллі — Леодегрнас, батько Гвіневер

- Шон Пертві — Ектор, прийомний батько Артура та батька Кея.

## Виробництво
Участь у т/с «Камелот» — це перша поява акторки Єви Грін у телесеріалі.
За словами творця серіалу Кріса Чібнелла, основним матеріалом для проекту стала книга Le Morte d' Arthur сера Томаса Мелорі.

## Сприйняття
Рейтинг на сайті IMDb — 6,6/10.